# 江蘇蘇美達集團
江蘇蘇美達集團有限公司（苏美达集团，上交所：600710），中國機械工業集團有限公司屬下機構，是在1978年成立，主要業務經營船舶建造和成套工程承建，电动工具、园林工具、动力机械、太阳能光伏组件等机电产品和轻纺服装产品的研发、生产、出口贸易；技术设备、生产资料等商品的进口、国内贸易及国际招投标业务，現任董事長及總裁余本礼。
2008年，被中國機械工業集團有限公司收購，该交易已被國務院批准。